# Lápi gyöngyházlepke
A lápi gyöngyházlepke (Brenthis ino) a tarkalepkefélék (Nymphalidae) családjához tartozó helikonlepkék (Heliconiinae) alcsalád Argynnini nemzetség, Brenthis nem egyik faja. Neme (Brenthis) a gyöngyházlepkék parafiletikus csoportjának tagja.

## Származása, elterjedése
Elterjedési területének súlypontja Észak- és Közép-Európa. Magyarországon csak néhány helyen:
- az Északi-középhegységben Jósvafő környékén,
- a Dunántúli-középhegységben,
- az Őrségben

fordul elő, de ezeken a kisebb foltokon tömegesen. Elterjedési területe nyugaton az Atlanti-óceánig, keleten Közép-Ázsiáig ér.

## Megjelenése, felépítése
Szárnyainak fesztávolsága 38–44 mm. Hátulsó szárnyának fonákjának külső terében barna és okkersárga, illetve barnássárga foltok váltakoznak; ezt a szegélytértől többé-kevésbé összefüggő barna vonal választja el. A hím szárnyainak felszíne fakó vörösesbarna, fekete szárnyszegélye folyamatos. .
A nőstény szárnyainak felszíne sárga árnyalatú, a külső szegélyt kísérő foltsor pettyei megnyúltak, szinte sávvá érnek össze. A szárnytő, füstös fekete, a rajzolat határai elmosódottak, a szárnyakon — főként az erek mentén —  fekete behintés van. Hátsó szárnyának fonákján a középtér halványzöld, a tőtérben a barna behintés kiterjedtebb, mint az elülsőn. A szárnyak fonákján nincs ibolyás árnyalat, de a frissen gyűjtött példányok szárnyának felszíne lilásan ragyoghat.
A hernyó teste sárgásszürke. Hátvonala finom, megosztott, sárga oldalvonalát barna zsinór keretezi. Feje barna, két fekete folttal. Áltüskéi sárgák, fekete szőrzettel.

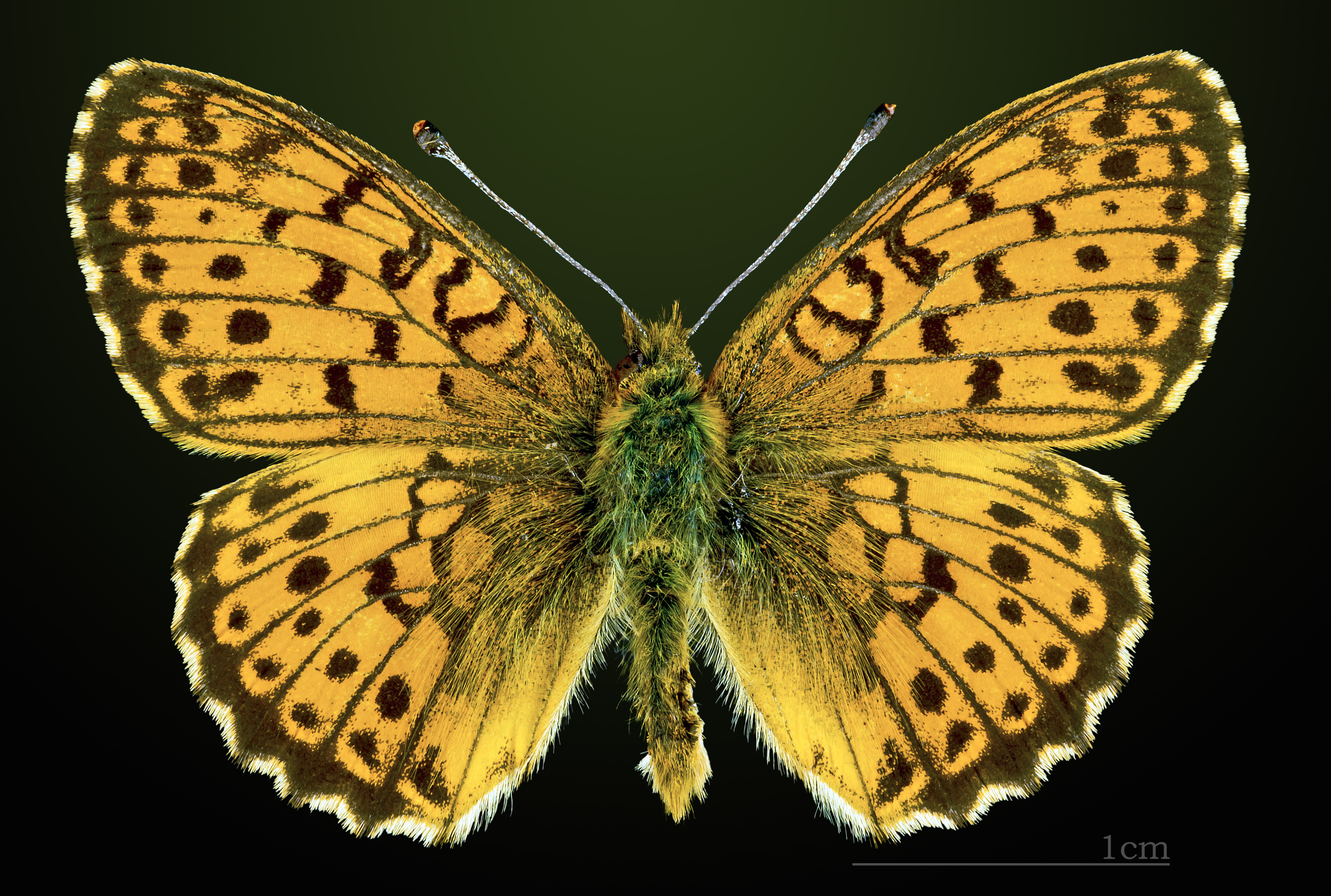
Lápi gyöngyházlepke
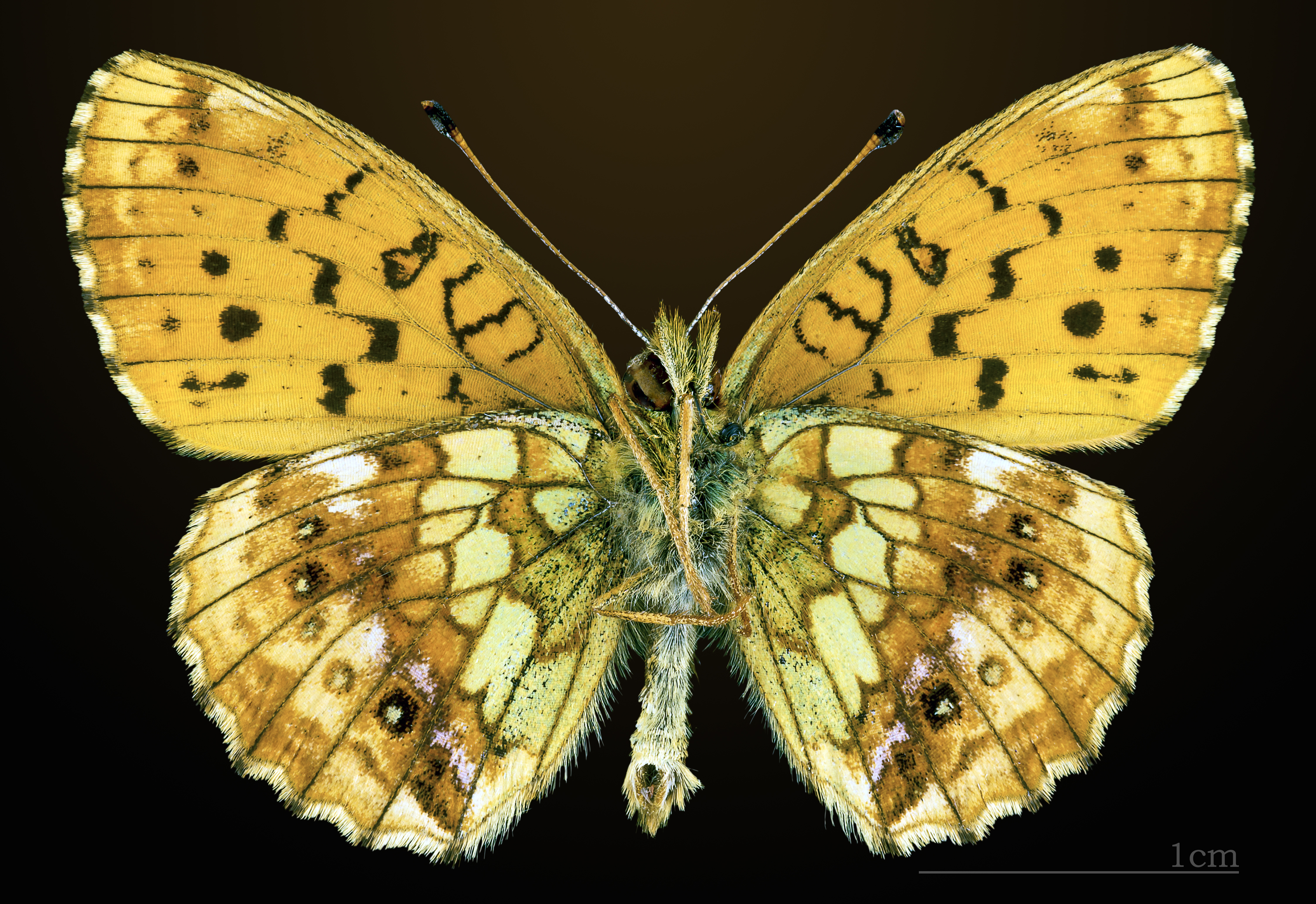
△ Lápi gyöngyházlepke

## Életmódja, élőhelye

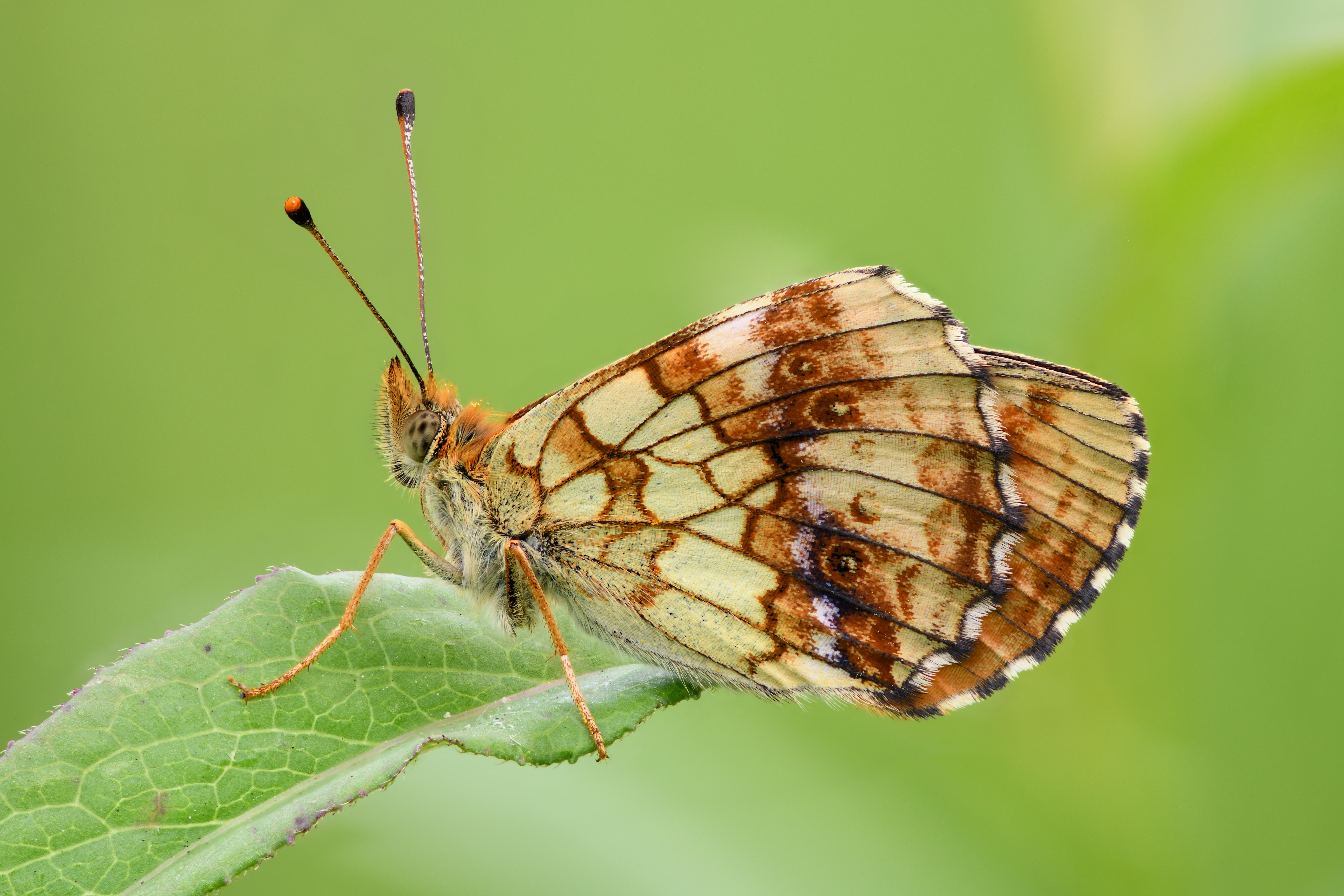

Nedves síkvidéki, illetve üde domb- és hegyvidéki nyílt területeken él:
- síkvidéken többnyire lápréteken,
- dombvidéken mocsárréteken és üde legelőkön,
- hegyvidéken dús füvű kaszálókon;

elsősorban tőzeges talajon.
Június–augusztusban repül; a rajzás csúcsa többnyire július elejére esik.
Az oligofág hernyó tápnövényei:
- bakszakáll (Tragopogon spp.),
- szeder fajok (Rubus spp.)
- vérfű (Sanguisorba spp.);
- pimpó (Potentilla spp.)
- legyezőfű (Filipendula spp.)

## Alfajok, változatok
- Brenthis ino ino (törzsváltozat)
- Brenthis ino schmitzi

## Hasonló fajok
- málna-gyöngyházlepke (Brenthis daphne).